# Trent Scott
Trent Scott – nowozelandzki zapaśnik walczący w stylu wolnym. Brązowy medalista mistrzostw Wspólnoty Narodów w 1987. Dwukrotny medalista mistrzostw Oceanii w latach 1986 - 1990.